# 植松優友
植松 優友（うえまつ まさとも、1989年11月27日 - ）は、大阪府大阪市北区出身の元プロ野球選手（投手）。左投左打。

## 経歴

### プロ入り前
大阪市立北天満小学校（現在の大阪市立扇町小学校）への在学中には、主にサッカーに興じていたが、5年生の時にソフトボールを始める。大阪市立天満中学校への進学後に軟式野球部に所属すると、主に一塁手として活躍した。
金光大阪高等学校への入学直後に、威力の高い直球を買われて投手に転向。1年生の秋季大阪府大会からベンチ入りを果たした。転向の当初は制球難に苦しめられたが、制球力の改善を重ねた末に、2年時からストレートで140km/h台の球速を計測。さらに、ストレートに織り交ぜたスライダーが「天下一品」と評価されるなど、NPB球団のスカウトから一躍注目されるようになった。
さらに、当時同学年ながら「高校生No.1の右打者」として名を馳せていた中田翔（大阪桐蔭高校）との対戦を意識した投げ込みを1年時の冬から監督と共に重ねた結果、2年時夏の全国高等学校野球選手権大阪大会での初対戦から13打数無安打に抑え込んだ。一躍脚光を浴びるようになったのは、3年時（2007年）の選手権大阪大会における大阪桐蔭との決勝で、中田を（3三振を含む）5打数無安打と沈黙させた末に、チームを本大会（第89回全国高等学校野球選手権大会）出場に導いた。本大会では初戦敗退を喫したものの、投手としての素質の高さと「中田キラー」としての実績を背景に、秋のNPBドラフト会議では上位指名の候補に挙げられていた。実際には、千葉ロッテマリーンズから3巡目で指名。契約金4,000万円、年俸600万円（金額は推定）という条件で入団した。背番号は51。

### プロ入り後

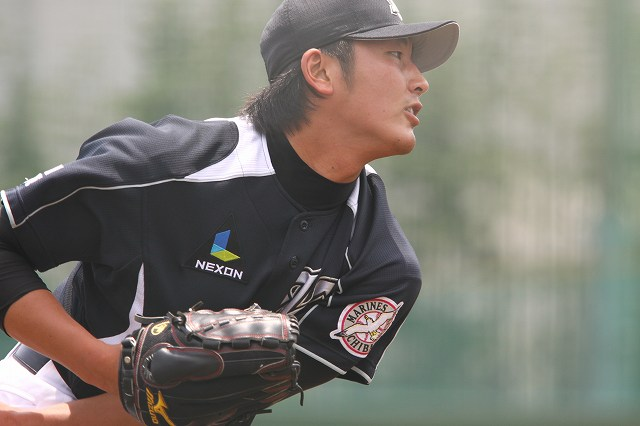

2008年にはイースタン・リーグ公式戦7試合の登板で防御率10.66。
2009年には9試合の登板で防御率4.32という成績を残した。
2010年には、二軍の先発ローテーションに定着。イースタン・リーグ公式戦では、チームトップタイの5勝を挙げるとともに、チームの投手で唯一規定投球回数に達した。
2011年には2試合の登板に終わった。
2012年には、イースタン・リーグ公式戦15試合に登板。通算42回1/3イニングで防御率6.38、2勝3敗と振るわなかった。しかし、二軍の同リーグ優勝で臨んだファーム日本選手権の先発投手に抜擢。7回を被安打4の無失点に抑えたことから、優秀選手に選出された。
2013年には、一軍の石垣島春季キャンプに初めて参加。新任の伊東勤一軍監督をはじめ、一軍の首脳陣から「期待の投手」に名を挙げられた。しかし、秋に両股関節の手術を受けるなど、故障が相次いだ。
2014年までは一軍公式戦での登板機会がなかった。
2015年には、自身と同じ左腕投手・古谷拓哉の戦線離脱を受けて6月4日の対阪神タイガース戦（阪神甲子園球場）に先発投手として一軍公式戦にデビュー。敗戦投手になったものの、春季キャンプから磨きを掛けたナックルボールを武器に、6回1失点と好投した。NPB在籍8年目での一軍デビューは、ドラフト制度が導入された1965年以降では、渡辺政仁（12年目）、牧谷宇佐美、高見昌宏（いずれも10年目）、押尾健一、阿部茂樹、田原晃司（いずれも9年目）に次ぐ遅い記録である。しかし、本拠地・QVCマリンフィールドでの先発登板になった6月11日の対中日ドラゴンズ戦に2回6失点で自身2連敗を喫すると、翌12日に出場選手登録を抹消。結局、一軍公式戦への登板は、以上の2試合で終わった。10月3日に球団から戦力外通告。通告後には12球団合同トライアウト（11月10日・草薙球場）への参加を検討していたが、開催の直前に参加を見送った。後に現役引退を球団へ申し入れたところ、12月10日に打撃投手として再契約。

### 現役引退後
2016年には、打撃投手としてロッテに在籍。シーズン途中から用具係を兼務した。しかし、打撃投手として練習で投げ続けるうちに制球力が向上。中学校の軟式野球部時代から練習を積んだ末に、現役時代終盤の実戦登板で盛んに投げていたナックルボールを、前述の一軍公式戦で投げ切れなかったことへの後悔が募るようにもなった。さらに、野球生活の節目でマウンドに立っていた甲子園球場で12球団合同トライアウトを開催することが決まったため、ナックルボールを武器に現役生活への復帰を目指すことを決意。11月12日のトライアウトでは、球速110km/h台のナックルボールを駆使した結果、四球を1つ出しながらも打者3人を無安打に抑えた。この投球で再び注目されたが、「トライアウトは上（現役続行）を目指すために受けるもので、思い出作り（の場）にはしたくない」との想いに至ったことから、現役復帰を断念したうえでロッテを退団した。
退団後は、2017年から建築現場の監督を経験した後に、2019年1月から「野球個人レッスンSLEZON（セレソン）」に在籍。野球初心者の小学生から成人までを対象に、ピッチングやバッティングのパーソナルコーチとして、神奈川県を拠点に活動している。さらに、週末には横浜金沢リトルシニアのコーチを務めている。

## 詳細情報

### 年度別投手成績
| 年 度     | 球 団     | 登 板 | 先 発 | 完 投 | 完 封 | 無 四 球 | 勝 利 | 敗 戦 | セ 丨 ブ | ホ 丨 ル ド | 勝 率 | 打 者 | 投 球 回 | 被 安 打 | 被 本 塁 打 | 与 四 球 | 敬 遠 | 与 死 球 | 奪 三 振 | 暴 投 | ボ 丨 ク | 失 点 | 自 責 点 | 防 御 率 | W H I P |
| --------- | --------- | ----- | ----- | ----- | ----- | -------- | ----- | ----- | -------- | ----------- | ----- | ----- | -------- | -------- | ----------- | -------- | ----- | -------- | -------- | ----- | -------- | ----- | -------- | -------- | ------- |
| 2015      | ロッテ    | 2     | 2     | 0     | 0     | 0        | 0     | 2     | 0        | 0           | .000  | 40    | 8.0      | 11       | 1           | 7        | 0     | 1        | 8        | 0     | 0        | 7     | 7        | 7.88     | 2.25    |
| 通算：1年 | 通算：1年 | 2     | 2     | 0     | 0     | 0        | 0     | 2     | 0        | 0           | .000  | 40    | 8.0      | 11       | 1           | 7        | 0     | 1        | 8        | 0     | 0        | 7     | 7        | 7.88     | 2.25    |

### 記録
投手記録
- 初登板・初先発：2015年6月4日、対阪神タイガース3回戦（阪神甲子園球場）、6回1失点6奪三振で敗戦投手
- 初奪三振：同上、2回裏にマウロ・ゴメスから空振り三振

打撃記録
- 初打席：2015年6月4日、対阪神タイガース3回戦（阪神甲子園球場）、3回表に岩貞祐太から投手ゴロ

### 背番号
- 51 （2008年 - 2015年）
- 105 （2016年）